# Aglaophamus longicephalus
Aglaophamus longicephalus är en ringmaskart som beskrevs av Hartman 1974. Aglaophamus longicephalus ingår i släktet Aglaophamus och familjen Nephtyidae. Inga underarter finns listade i Catalogue of Life.